# Myzomela
Myzomela é um género de ave da família Meliphagidae.
Este género contém as seguintes espécies:
- Myzomela adolphinae
- Myzomela albigula
- Myzomela blasii
- Myzomela boiei
- Myzomela caledonica
- Myzomela cardinalis
- Myzomela chermesina
- Myzomela chloroptera
- Myzomela cruentata
- Myzomela dammermani
- Myzomela eichhorni
- Myzomela eques
- Myzomela erythrocephala
- Myzomela erythromelas
- Myzomela jugularis
- Myzomela kuehni
- Myzomela lafargei
- Myzomela malaitae
- Myzomela melanocephala
- Myzomela nigrita
- Myzomela pammelaena
- Myzomela pulchella
- Myzomela rosenbergii
- Myzomela rubratra
- Myzomela sclateri
- Myzomela tristrami
- Myzomela vulnerata
- Myzomela wakoloensis
- Dusky Honeyeater
- Scarlet Honeyeater